# Conservatorio Giacomo Puccini

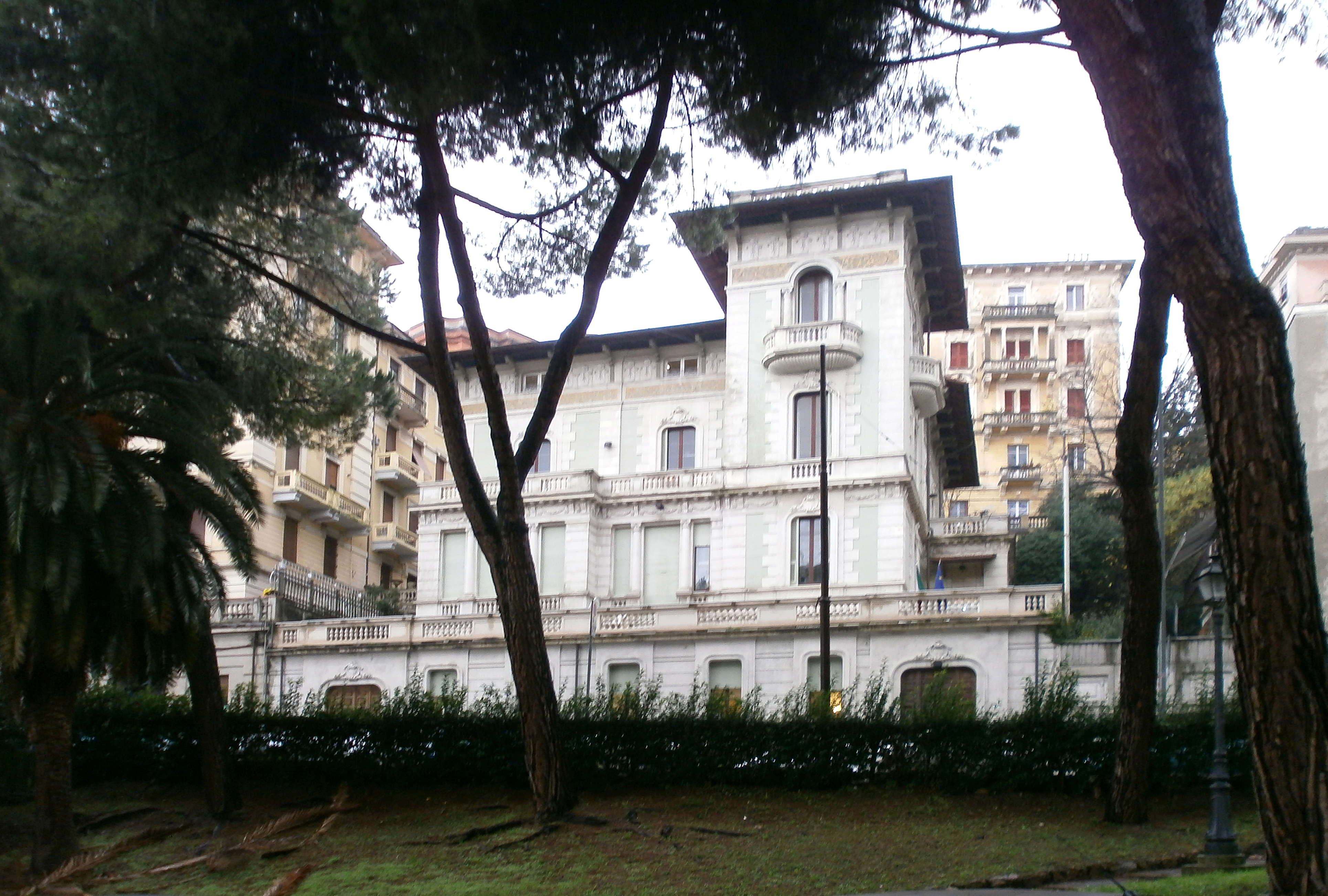
Conservatorio Giacomo Puccini in der Villa Marmori, La Spezia (1979)

Das Conservatorio Giacomo Puccini ist ein Konservatorium mit Sitz in der Villa Marmori in La Spezia. Es ging 1979 aus dem Conservatorio Niccolò Paganini in Genua hervor und erhielt 1992 seine Eigenständigkeit. Namensgeber ist der Komponist Giacomo Puccini.

## Organisation
Das Konservatorium teilt sich in sieben Abteilungen:
- Musiktheater
- Musikdidaktik
- Bogen- und Streichinstrumente
- Blasinstrumente
- Neue Technologien, Komposition, Jazz
- Keyboards und Percussion
- Analyse und Managementtheorie

Der Bestand der Institutsbibliothek beläuft sich auf über 5000 Medien, darunter Orchester- und Opernpartituren.
Partnerschaften bestehen u. a. mit der Stadt Bayreuth und der Internationalen Musikakademie Anton Rubinstein in Düsseldorf.

## Alumni
- Andrea Bocelli (* 1958), Tenor
- Corrado Invernizzi (* 1965), Schauspieler
- Matteo Cremolini (* 1971), Komponist
- Maurizio Baglini (* 1975), Pianist